# Mani
|  | Per a altres significats, vegeu «Mani (desambiguació)». |

Mani (circa l'any 216 a Mardinu, al nord de Babilònia - 277, Gundixapur, Imperi Sassànida) va ser un profeta i predicador de l'antiga Pèrsia d'origen part, fundador del maniqueisme. La seva doctrina gnòstica i sincrètica (barreja dels ensenyaments cristià, mazdeista i budista), va assolir una gran difusió, encara que avui dia s'hagi extingit. I encara que els seus escrits s'han perdut, el seu ensenyament s'ha conservat parcialment en manuscrits coptes procedents d'Egipte i en texts més tardans del maniqueisme que es va desenvolupar posteriorment a la Xina. Els uigurs la van adoptar com a religió pròpia després de l'any 762. Els musulmans els anomenen Mananiyya, i al mateix Mani li donen el nom de Mani ibn Fatik o Fattik.

## Biografia
La família de Mani formava part de la dinastia dels arsàcides, que en aquell temps governava Pàrtia, i el seu pare Patik era seguidor dels elcesaïtes, una branca de la secta gnòstica dels ebionites que predicava una moral rigorosa basada en l'abstinència i la castedat. S'havia establert a Ctesifont, la capital de l'Imperi, on, a la Casa de les imatges divines, va sentir per tres vegades una veu misteriosa que el convidava a renunciar al vi, a la carn i a les dones, i va marxar cap als pantans que envoltaven Babilònia.
Quan Mani tenia dotze anys, al 228, va tenir la visió d'un àngel provinent del Regne de la Llum, que va anomenar El Bessó i que més tard es va identificar amb el Paràclit. Aquest li va revelar els misteris de l'univers i el va incitar a deixar els elcesaïtes per predicar la Veritat a través del món. Ben instruït per l'àngel, va entrar al servei del rei Artaxerxes I.
L'abril del 240, amb 24 anys, va rebre de nou la visita de l'àngel, que li va indicar que sortís del seu aïllament i prediqués la veritat. Mani en parla amb els seus pares i els converteix a la nova fe. Va conviure dos anys a l'Índia amb els budistes de l'Indus i va proclamar la seva nova doctrina el dia de la coronació del rei sassànida Sapor I, el 20 de març del 242.
El germà de l'emperador, Peroz, que no creia en la seva doctrina ni el l'existència del paradís de llum que promet, es va convertir a la nova fe quan Mani li va mostrr miraculosament el paradís amb els seus déus, l vida immortal i un jardí meravellós. El príncep es va desmaiar i es va convertir en un dels seus primers creients. Això va fer que Sapor I impressionat pels escrits de Mani (el Sahpuhrogan, 'Escrit dedicat a Sapor') fos amic i protector de Mani i afavorís la divulgació del seu missatge autoritzant-lo a predicar lliurement pel seu Imperi. Protegit pel monarca, va escriure una obra, Escriptures Maniquees, i va fundar una església. Els seus deixebles van estendre la nova religió per Orient i Occident. Durant trenta anys, el maniqueisme es va difondre per Pèrsia, Palestina, Síria i Egipte. El fill de Sapor, Ormazd I, rei d'Armènia, també va ser amic i deixeble de Mani, però a la seva mort, amb l'arribada de Bahram I, la situació va canviar.
L'any 273, els sacerdots del zoroastrisme van convèncer el nou rei de prohibir totes les religions estrangeres i de condemnar Mani. Empresonat a Gondesapur (prop de Susa) per ordre de Bahram I l'any 276, acusat d'heretgia, va ser carregat de cadenes, tres a les mans, tres als peus i una al coll, que l'impedien qualsevol moviment i li provocaven dolors intensíssims, i va morir a la presó i executat el 277, després de més d'un mes de suplicis. El seu cap va estar exposat a la porta de la ciutat. La resta del seu cos la van enterrar els seus deixebles a Ctesifont. El rei Bahram I va ordenar la repressió d'aquesta religió, però no va poder impedir la seva divulgació.

## Ensenyament de Mani
Mani es va presentar com un apòstol de Jesús però en el seu ensenyament s'hi trobaven també nocions mazdeistes i budistes. Es basava en la idea que podia assolir-se la salvació mitjançant l'educació, la negació d'un mateix, el vegetarianisme, el dejuni i la castedat. Més endavant va anunciar que ell era el Paràclit promès en el Nou Testament, l'Últim Profeta i el Segell dels Profetes, darrer d'una sèrie d'homes enviats per Déu que incloïen Set, Noè, Abraham, Sem, Nicoteu, Henoc, Zoroastre, Hermes, Plató, Buda i Jesús.
Mani va predicar en arameu, com Jesús, i la seva passió serà percebuda pels seus adeptes com una transposició de la Passió del Crist. Avui es considera que Mani era un profeta intel·ligent i culte (era músic, matemàtic, pintor, astrònom i metge) que va voler conciliar les creences d'Orient i Occident.
L'escriptor libanès Amin Maalouf ha escrit una novel·la històrica sobre la vida de Mani titulada Els jardins de llum (1991).